# 衣笠十四三
衣笠 十四三（きぬがさ としぞう、本名小亀 壽三、1900年4月17日 - 1976年7月30日）は、日本の映画監督である。おなじく映画監督の衣笠貞之助は実兄である。

## 来歴・人物
1900年（明治33年）4月17日、三重県亀山町（現・亀山市）に生まれる。20歳前後のころは富岡正らと旅芝居をしていた。またそのころ、東京の日活向島撮影所で富岡に溝口健二を紹介されている。
俳優、舞台演出を経て、1933年（昭和8年）、新興キネマ京都撮影所に入社、翌1934年、日活太秦撮影所に移籍、1935年には監督昇進、片岡千恵蔵プロダクション製作の『初祝鼠小僧』で監督としてデビュー、同作は新興キネマの配給で同年12月31日、電気館や新宿大東京などで公開された。
脚本でたびたびクレジットされている「泉次郎吉」は兄・貞之助の筆名である。またその後の「鈴鹿野呆六」、「鈴鹿野八作」などは十四三の筆名である。監督デビュー後の5年ほど、千恵プロや日活で監督として活躍し、東京に移住、日本映画社などで短編映画等を演出した。
1976年（昭和51年）7月30日、東京・池上の病院で脳血栓で死去。76歳没。

## フィルモグラフィ
片岡千恵蔵プロダクション時代
- 初祝鼠小僧 1935年 原作・脚本衣笠貞之助（「泉次郎吉」名義）、撮影石本秀雄、主演片岡千恵蔵、比良多恵子、原健策 ※配給新興キネマ
- 刺青奇偶 1936年 原作長谷川伸、脚本泉次郎吉、撮影石本秀雄、主演片岡千恵蔵、千早晶子、志村喬 ※配給日活
- 瞼の母 1936年 原作長谷川伸、脚本大森光太郎、撮影漆山浩茂、主演片岡千恵蔵、瀬川路三郎 ※配給日活
- 松五郎乱れ星 1937年 原作陣田賛吉、脚本御荘金吾、撮影漆山浩茂、主演片岡千恵蔵、瀬川路三郎 ※配給日活

日活太秦撮影所時代
- 怪談牡丹燈籠 1937年 原作・脚本陣出達男、撮影荒木朝二郎、主演沢村国太郎、河部五郎
- 続浮世三味線 1937年 原作邦枝完二、脚本泉次郎吉・御荘金吾、撮影荒木朝二郎、音楽高橋半、主演尾上菊太郎、原駒子
- 剣客商売 1938年 原作小林宗吉、脚本鈴鹿野呆六、撮影井隼英一、主演沢村国太郎、沢田清、深水藤子、瀬川路三郎
- 三味線やくざ 1938年 原作川口松太郎、脚本鈴鹿野八作、撮影三井六三郎、音楽高橋半、主演尾上菊太郎、沢村国太郎、市川正二郎
- べらんめえ人情 1938年 原作・脚本石部金作、撮影海上武次、主演沢村国太郎、沢田清、香川良介、深水藤子、原駒子、酒井米子
- べらんめえ三人情 1938年 原作・脚本石部金作、撮影海上武次、主演沢村国太郎、沢田清、深水藤子、原駒子
- 初姿人情鳶 1938年 脚本石川聖二・藤木弓、撮影石本秀雄、主演片岡千恵蔵、尾上菊太郎、大倉千代子
- 三代目親分 1939年 共同監督辻吉郎、原作長谷川伸、脚本芝三平、撮影井上武次、荒木朝二郎、音楽白木義信、主演尾上菊太郎、河部五郎、深水藤子
- 三味線武士 1939年 原作川口松太郎、脚本泉次郎吉、撮影三井六三郎、音楽西悟朗、主演嵐寛寿郎、沢村国太郎
- 乱れ柳女仇討 1940年 原作直木三十五、撮影中田節三、音楽白木義信、主演尾上菊太郎、市川小文治 ※監督・脚本「衣笠利彦」名義
- かんざし地蔵 1940年 原作・脚本生駒俊一、撮影松村禎三、主演尾上菊太郎、市川小文治、衣笠淳子

戦後
- 働くものゝ苦情処理 (安全燈) 1950年 ※GHQ製作・短篇
- 漫画映画の出来るまで 1951年 撮影鈴木喜代治 ※日映科学映画社
- 蛇の森探検隊 1957年 原作武田雪夫、脚本片岡薫、撮影木塚誠一 ※近畿映画共同映画、配給大映

## 註
1. 1 2 3  『日本映画監督全集』（キネマ旬報社、1976年）の同項（p.137）を参照。同項執筆の岸松雄は十四三を親友であるという。
2. ↑  日本映画データベースの「衣笠十四三」の項を参照。